# Batsikvarikh
Batsikvarikh (en rus: Бацикварих) és un poble del Daguestan, a Rússia, que en el cens del 2010 tenia 3 habitants. Pertany al districte rural de Gunib.